# P-1
P-1 były rodzajem kartek. Kartki te wydawane były ludziom, którzy otrzymywali kartki M-I. Nie obejmowały one mięsa i w początkowym okresie istnienia też tłuszczów. Można było za nie nabyć: 2 kg cukru, 1 kg produktów zbożowych (wyłączając chleb), 10 dag czekolady, 30 dag proszku do prania, 25 dag cukierków i 1 kg mąki, na dwa miesiące kostkę mydła i nieokreśloną teraz ilość tłuszczów.